# Sergej Dmitrievič Sazonov
Sergej Dmitrievič Sazonov (in russo Сергей Дмитриевич Сазонов?; Rjazan', 10 agosto 1860 – Nizza, 25 dicembre 1927) è stato un diplomatico e politico russo, ministro degli esteri dal settembre 1910 al giugno 1916.
L'effetto della sua condotta durante gli eventi che condussero allo scoppio della prima guerra mondiale è materia di un intenso dibattito, con alcuni storici che condannano la troppo rapida e provocatoria mobilitazione, attribuendola direttamente alle sue decisioni, mentre altri sottolineano che la sua preoccupazione principale era "di ridurre la temperatura delle relazioni internazionali, specialmente nei Balcani".

## Inizio carriera
Appartenente ad una famiglia di piccola nobiltà, Sazonov godette dell'appoggio del cognato Pyotr Stolypin, primo ministro russo dal 1906 al 1911, che fece del suo meglio per dare una mano alla carriera di Sazonov.
Dopo essersi diplomato presso il Liceo imperiale di Carskoe Selo, Sazonov iniziò la sua attività di diplomatico all'ambasciata di Londra, passò poi alla missione diplomatica russa presso la Santa Sede, della quale divenne responsabile nel marzo 1906. Il 26 giugno 1909 Sazonov fu richiamato a San Pietroburgo e nominato vice ministro degli esteri. L'anno seguente egli sostituì Aleksandr Izvol'skij come ministro degli esteri, continuandone la linea di azione.

## Ministro degli Esteri

### L'accordo di Potsdam
Poco tempo prima di divenire ufficialmente ministro degli esteri, Sazonov partecipò ad un incontro fra Nicola II di Russia e Guglielmo II di Germania a Potsdam dal 4 al 6 novembre 1910.
Lo scopo di questa mossa diplomatica era di punire i britannici per ciò che era stato percepito come un tradimento verso gli interessi della Russia durante la crisi bosniaca del 1908-09. Come conseguenza Sir Edward Grey, ministro degli esteri britannico, fu seriamente preoccupato da questo segno di una possibile détente tedesco-russa.
I due monarchi discussero l'ambizioso progetto tedesco relativo alla linea ferroviaria Berlino-Baghdad, il cui completamento avrebbe dato alla Germania un considerevole peso geopolitico nella Mezzaluna Fertile. Per bilanciare gli sviluppi e gli effetti della rivoluzione costituzionale iraniana, interesse della Russia era il controllo diretto sulla possibile diramazione Khanaqin-Tehran di quella ferrovia. Le due potenze fissarono le loro differenze nell'accordo di Potsdam, firmato il 19 agosto 1911, che dava libertà di azione alla Russia nel nord della Persia.
Secondo le speranze di Sazonov, la realizzazione della prima linea ferroviaria che avrebbe connesso la Persia all'Europa avrebbe dato alla Russia una leva per influenzare il paese vicino ai suoi confini meridionali.
Nonostante l'inizio promettente, le relazioni russo-tedesche si disintegrarono nel 1913, quando il Kaiser inviò una missione militare in Turchia per riorganizzare l'esercito ottomano e per soprintendere alle difese di Costantinopoli, sottolineando che "la bandiera tedesca presto sventolerà sulla fortificazioni del Bosforo", vale a dire la linea di comunicazione vitale attraverso la quale passavano i due quinti delle esportazioni russe.

### L'alleanza col Giappone
Sazonov fu attento non solo ai rapporti russo-tedeschi, ma anche agli interessi russi in Estremo Oriente. In seguito alla disastrosa guerra russo-giapponese del 1904-05, egli fece ripetute aperture amichevoli verso il Giappone. Come risultato l'8 luglio 1912 fu firmata a San Pietroburgo una convenzione segreta riguardante la delimitazione delle sfere di interesse dei due paesi nella Mongolia Interna. Entrambe le potenze erano determinate a mantenere la Mongolia Interna politicamente separata dalla Mongolia Esterna. Quattro anni dopo, il 3 luglio 1916, Russia e Giappone raggiunsero un accordo per una alleanza difensiva finalizzata a garantire gli interessi di entrambe le potenze in Cina.

### La prima guerra mondiale
Un'altra preoccupazione del ministro degli esteri russo era legata alla possibilità di un conflitto militare su larga scala in Europa: si rendeva necessario isolare l'Austria-Ungheria usando la "carta balcanica" contro il traballante potere della monarchia asburgica.
Per il suo atteggiamento "moderato" nei riguardi della politica balcanica, la politica di Sazonov fu spesso aspramente criticata dai nazionalisti e dichiarata non conforme alle attese del panslavismo.
Benché all'interno della diplomazia russa vi fossero agenti estremisti, come Nicholas Hartwig, che aspiravano a riunire i conflittuali slavi del sud in una confederazione sotto l'egida dello zar, non è dato sapere se Sazonov condividesse o incoraggiasse questo obiettivo. In ogni caso sia l'Austria sia la Germania erano convinte che la Russia fomentasse attivamente il panslavismo a Belgrado e nelle altre capitali slave, condicendo pertanto un atteggiamento ostile in qualche misura responsabile dell'attentato di Sarajevo e dello scoppio della grande guerra.
Uno degli obiettivi di Sazonov all'inizio del conflitto mondiale era di impedire che la Romania si unisse alle Potenze Centrali, mentre nel marzo del 1915 il ministro degli esteri informò gli alleati occidentali delle ampie richieste russe sui territori ottomani, che includevano fra l'altro l'occupazione del Bosforo, Costantinopoli ed il lato europeo dei Dardanelli.
Il 1º ottobre 1914 Sazonov consegnò un documento in cui, se la Romania si fosse unita alle potenze dell'Intesa, si garantiva a quel paese un allargamento territoriale grazie all'annessione della Transilvania, della Bucovina e del Banato. In generale "le sue maniere tranquille e cortesi fecero molto per mantenere costruttive le relazioni con gli alleati". Sazonov era visto in maniera positiva a Londra, mentre in Russia la fazione "germanofila" guidata dalla zarina Aleksandra Fëdorovna richiese ferocemente il suo allontanamento, che si concretizzò nel momento in cui il ministro pubblicizzò una proposta che mirava a garantire l'autonomia alla Polonia.

## Ultimi anni
All'inizio del 1917 Sazonov fu nominato ambasciatore nel Regno Unito, ma egli ritenne necessario rimanere in Russia, dove fu testimone della rivoluzione di febbraio. Egli si oppose al bolscevismo, fu consigliere per gli affari esteri di Anton Denikin e ministro degli esteri del governo anti-bolscevico dell'ammiraglio Kolčak. Nel 1919 egli rappresentò il governo dei Bianchi alla conferenza di pace di Parigi.
Sergej Sazonov trascorse gli ultimi anni di vita in Francia, dove scrisse un libro di memorie.